# Dystopia (banda)
Dystopia fue una banda norteamericana de crust punk, formada en 1991 y oriunda de Orange County, California.

## Historia
Dystopia se fundó en el año 1991 con Dan Kaufman (voz), Matt "Mauz" Parrillo (guitarra), Todd Kiessling (bajo) y Dino Sommese (batería), lanzando su primer demo en 1992. Luego, el grupo grabó canciones para dos splits lanzados en 1993. El mismo año Kaufman abandonó la banda, pasando Sommese y Parrillo a vocalistas.
En febrero de 1994, la banda grabó cinco nuevas canciones, apareciendo el vinilo 12" Human = Garbage, por los sellos Misanthropic, Life is Abuse y Common Cause. La primera sesión comenzó apenas tres horas después de que el bajista Todd Kiessling saliera de la cárcel. Según Kiessling, fue arrestado por intentar comprar artículos con dinero falsificado. Sin embargo, desconocía el dudoso estado del dinero al momento del arresto. Según las notas de la edición CD, todo el arte del disco está compuesto de imágenes y revistas encontradas en la basura.
La versión CD incluyó las grabaciones de los splits anteriores, y otras canciones sin lanzar. Con los años, los bonustracks del CD también fueron lanzados en vinilo. En 2014 se lanzó como vinilo doble por Tankcrimes. Tras esto, la banda giró Estados Unidos, para posteriormente visitar Europa en dos ocasiones. 
En 1997, Parrillo y Dino Sommese se mudaron a Oakland. En 1999 apareció The Aftermath, otra compilación con viejas grabaciones. A principios de la década de 2000, el grupo se mantuvo inactivo. Entre 2004 y 2005, Dystopia grabó su álbum final, lanzado de manera póstuma en 2008.

## Características
La banda se describe a sí misma como amor a la tierra - odio a la gente. Sus letras son sarcásticas y generalmente con alusión a temas sociopolíticos. Aunque en sus primeros álbumes se pueden encontrar letras personales, sus últimos lanzamientos se basaron más en las relaciones humanas. Mencionando el daño medioambiental, abuso de drogas, igualdad racial y derechos animales. A menudo de forma desolada y misantrópica.
Fueron populares tanto en la escena punk como metalera. Su sonido lento y oscuro es catalogado como crust punk y sludge metal, aunque con elementos de death metal, doom metal, noise, grindcore, d-beat, powerviolence, y hardcore punk.

## Miembros
Formación clásica
- Todd Keisling – bajo (1991–2008) (Confrontation, Mange, Agrimony, Kontraklasse, Phobia, Screaming Fetus, Sex Powers)
- Matt Parrillo – guitarras, voces, samples (1991–2008) (Cantankerous, Mindrot, Medication Time, Nigel Pepper Cock, Drain the Sky, John the Baker and the Malnourished, Kicker)
- Anthony "Dino" Sommese – batería, percusión, voces (1991–2008) (1993–2008) (Ghoul, Asunder, Lachrymose, Phobia, Carcinogen, Insidious, Noothgrush)

Miembros previos
- Dan Kaufman – voces (1991–1993) (Mindrot, Eyes of Fire)
- Phil Martínez – batería, percusión (1991) (Phobia, Apocalypse)

## Discografía
Álbumes de estudio
- Human = Garbage 12" (1994, Life Is Abuse, Misanthropic)
- The Aftermath 12" (1999, Life Is Abuse, Misanthropic)
- Dystopia CD/LP (2008, Life Is Abuse)

EPs
- Backstabber 7" (1997, Life Is Abuse, Misanthropic, Common Cause)

Álbumes en vivo
- Live in the Studio demo tape (1992)

Splits
- Dystopia / Grief 7" (1993, Life Is Abuse, Misanthropic)
- Dystopia / Embittered 12" (1993, Life Is Abuse, Misanthropic)
- Dystopia / Suffering Luna 7" (1995, Life Is Abuse, Misanthropic)
- Dystopia / Skaven 12" (1996, Life Is Abuse, Misanthropic)
- Twin Threat to Your Sanity 2x7" (2001, Bad People) – Con Bongzilla, Noothgrush y Corrupted.

Apariciones en compilatorios
- "Anger Brought by Disease" – Cry Now Cry Later Vol. II 2x7" (1995, Pessimiser)
- "Backstabber" (en vivo) – Fiesta Comes Alive LP/CD (1997, Slap-A-Ham)
- "Backstabber" – Reality Part Two LP/CD (1997, Deep Six)
- "Cosmetic Plague (Rudimentary Peni)" – Whispers 2xLP/CD (1997, Skuld)
- "Anger Brought by Disease" – Cry Now Cry Later Vol. 1 & 2 CD (1998, Pessimiser)
- "Diary of a Battered Child" – Twin Threat to Your Sanity 2x7" (2001, Bad People, Riotous Assembly)